# Gambier (Ohio)
Gambier é uma vila localizada no estado norte-americano de Ohio, no Condado de Knox.

## Demografia
Segundo o censo norte-americano de 2000, a sua população era de 1871 habitantes.
Em 2006, foi estimada uma população de 2042, um aumento de 171 (9.1%).

## Geografia
De acordo com o United States Census Bureau tem uma área de
2,4 km², dos quais 2,4 km² cobertos por terra e 0,0 km² cobertos por água.

## Localidades na vizinhança
O diagrama seguinte representa as localidades num raio de 20 km ao redor de Gambier.